# Afghanistan op de Olympische Zomerspelen 1964
Afghanistan nam deel aan de Olympische Zomerspelen 1964 in Tokio. Het was de vijfde deelname van Afghanistan aan de Olympische Spelen.
Er werd voor de tweede keer deelgenomen in het worstelen, de enige sport waarin de Afghanen op deze editie uitkwamen. Faiz Mohammad Khakshar was de enige deelnemer die ook in 1960 aan de Spelen deelnam. Net als bij de vier voorgaande deelnames werd er geen medaille gewonnen.

## Deelnemers en resultaten

### Worstelen
| Olympiër (deelname)        | Discipline                        | Resultaat | Prestatie |
| -------------------------- | --------------------------------- | --------- | --- |
| Nour Ullah Noor            | grieks-romeins, bantamgewicht (m) | 15e       | 1e ronde: V van JPN Ichiguchi: fall 2e ronde: V van USA Fitch: 1-3                                                                             |
| Nour Aka Sayed             | grieks-romeins, vedergewicht (m)  | 24e       | 1e ronde: V van YUG Martinovic: fall 2e ronde: V van ROU Bolocan: fall                                                                         |
| Branislav Martinović       | grieks-romeins, lichtgewicht (m)  | 12e       | 1e ronde: V van MEX Echaniz 2e ronde: V van DEN Madsen: 1-3 3e ronde: V van EUA Schmitt: 0-4                                                   |
| Faiz Mohammad Khakshar (2) | vrije stijl, vlieggewicht (m)     | 16e       | 1e ronde: V van ITA Grassi: 1-3 2e ronde: V van IRL O'Connor: fall                                                                             |
| Mohammad Daoud Anwary      | vrije stijl, bantamgewicht (m)    | 14e       | 1e ronde: V van TUR Akbas: 1-3 2e ronde: V van IRI Khodabandeh : 1-3                                                                           |
| Mohammad Ebrahimi          | vrije stijl, vedergewicht (m)     | 5e        | 1e ronde: vrij 2e ronde: W van MEX Romero: fall 3e ronde: W van GBR Aspen: 3-1 4e ronde: V van BUL Kolev: 1-3 5e ronde: V van USA Douglas: 1-3 |
| Djan-Aka Djan              | vrije stijl, lichtgewicht (m)     | 11e       | 1e ronde: W van ARG Vario: 3-1 2e ronde: V van KOR Dong-gu: 1-3 3e ronde: V van EUA Rost: 1-3                                                  |
| Shakar Khan Shakar         | vrije stijl, weltergewicht (m)    | 16e       | 1e ronde: W van GBR Allen: 2-2 2e ronde: V van URS Sagaradze: fall                                                                             |

Afghanistan · Algerije · Argentinië · Australië · Bahama's · België · Bermuda · Birma · Bolivia · Brazilië · Brits-Guiana · Bulgarije · Cambodja · Canada · Ceylon · Chili · Colombia · Congo-Brazzaville · Costa Rica · Cuba · Denemarken · Dominicaanse Republiek · Duits eenheidsteam · Ethiopië · Filipijnen · Finland · Frankrijk · Ghana · Griekenland · Groot-Brittannië · Hongarije · Hongkong · Ierland · IJsland · India · Irak · Iran · Israël · Italië · Ivoorkust · Jamaica · Japan · Joegoslavië · Kameroen · Kenia · Libanon · Liberia · Libië · Liechtenstein · Luxemburg · Madagaskar · Maleisië · Mali · Marokko · Mexico · Monaco · Mongolië · Nederland · Nederlandse Antillen · Nepal · Nieuw-Zeeland · Niger · Nigeria · Noord-Rhodesië · Noorwegen · Oeganda · Oostenrijk · Pakistan · Panama · Peru · Polen · Portugal · Puerto Rico · Roemenië · Senegal · Sovjet-Unie · Spanje · Taiwan · Tanganyika · Thailand · Trinidad en Tobago · Tsjaad · Tsjecho-Slowakije · Tunesië · Turkije · Uruguay · Venezuela · Verenigde Arabische Republiek · Verenigde Staten · Vietnam · Zuid-Korea · Zuid-Rhodesië · Zweden · Zwitserland